# Ernst Ahl
Cristopher Gustav Ernst Ahl (Berlino, 1º settembre 1898 – 14 febbraio 1945) è stato uno zoologo e naturalista tedesco.
Fu direttore del dipartimento di ittiologia ed erpetologia del Museo di Storia Naturale di Berlino.
Fu inoltre direttore, tra il 1927 e il 1934, della rivista Das Aquarium.